# Estação Central de Michigan
A Estação Central de Michigan (Michigan Central Station ou MCS, em inglês), como estação, foi um importante ponto ferroviária de Detroit, Michigan. O imóvel é uma das sedes da Ford Motor Company e o edifício foi adicionado ao Registro Nacional de Lugares Históricos dos Estados Unidos em 1975. Está localizado no distrito histórico de Corktown, próximo ao Tiger Stadium e da ponte Ambassador, a cerca de 3 km à sudoeste do centro da cidade.

## História
Construída pela Michigan Central Railroad no início da década de 1910, começou a operar, mesmo com a obra ainda inacabada, em dezembro de 1913 por causa de um incêndio que destruiu a estação do centro da cidade, que ocorreu em 26 de dezembro daquele ano. Foi inaugurada oficialmente em 4 de janeiro de 1914.
Em 1975, entrou no Registro Nacional de Lugares Históricos como edifício tombado. Em 6 de janeiro de 1988, foi desativada como uma estação ferroviária, ficando o prédio abandona por décadas.
Em 19 de junho de 2018, Bill Ford Jr. (bisneto de Henry Ford), presidente executivo da Ford Motor Company, anunciou a compra do edifício com a intenção de reformar e instalar uma das sedes da companhia.

### Achado histórico
Nas obras de restauração e reformas que a Ford executou em 2020/2021, depois da compra do edifício, foi encontrado uma garrafa de cerveja com carimbo de pré-proibição de Stroh´s de 19 de julho de 1913, ou seja, da época da construção da estação. Esta garrafa estava dentro de uma parede e em seu interior tinha uma carta assinada por Dan Hogan e Leo (possivelmente Lee) Smith. O teor da carta ainda é motivo de pesquisas, pois o papel estava muito deteriorado. O achado foi entregue para pesquisadores da própria empresa para que seja conservado e futuramente expostos, carta e garrafa, junto com outras peças históricos recuperadas da estação.

## Na cultura popular
O local foi cenário para as seguintes produções:
- Em outubro de 2006, foi locação para o filme Transformers;
- Em janeiro de 2005, serviu de local de gravação para o filme The Island;
- No filme Four Brothers aparece a personagem principal dirigindo ao longo da estação;
- 8 Mile de 2002;
- Batman v Superman: Dawn of Justice de 2016, entre outros filmes e documentários.